# Адуліс
Аду́ліс (Адулей, Адулітон, Адула, Адулія, Адуле, Адулітове місто) — стародавнє місто-держава на території сучасної Еритреї, на узбережжі Червоного моря, біля сучасного поселення Зула.
Місто вперше згадується в античному документі 3 чверті I століття («Періпл Еритрейського моря»). Адуліс існував вже в III столітті до н. е. як єгипетське поселення, звідси в Єгипет транспортувались африканські слони. В I столітті поселення рибалок та мореходів, центр невеликої держави. В IV—VII століттях порт царства Аксум. Місто мало свого правителя, який підкорювався царю Аксума.
Адуліс займав площу 500х400 м. Розкопками (1906 та з 1960-их) відкриті 3 прошарки поселення. Найдавніший — античний емпорій, який переростає у велике місто римсько-візантійського часу з базиліками. Суспільно-релігійний центр міста знаходився на його західній околиці, оберненій до Аксуму. в Адулісі проживало різноплемінне населення торговців та ремісників. Однією з мов спілкування була грецька. З другої половини VII століття місто занепало.